# Pomatoschistus norvegicus
Pomatoschistus norvegicus es una especie de peces de la familia de los Gobiidae en el orden de los Perciformes.

## Morfología
Los machos pueden llegar a alcanzar los 8 cm de longitud total.

## Distribución geográfica
Se encuentra desde Lofoten hasta el oeste del Canal de la Mancha. También está presente en el Mar Mediterráneo.

## Observaciones
Es inofensivo para los humanos.